# Memòria Digital de Catalunya
La Memòria Digital de Catalunya (MDC) és un repositori cooperatiu, en accés obert, de col·leccions digitalitzades relacionades amb Catalunya i el seu patrimoni. Les dades provenen d'institucions científiques, culturals o erudites catalanes. Va ser creat per deu universitats i la Biblioteca de Catalunya el 2006. Hi col·laboren una quarantena d'institucions que tenen un patrimoni bibliogràfic: universitats, la Filmoteca, biblioteques, arxius, el Parlament, museus i molts altres. Conté entre d'altres l'Arxiu de revistes catalanes antigues (ARCA), fotografies, mapes, cartells, manuscrits, incunables.
Aquest repositori dona un accés fàcil en línia a documents gràfics que són difícils de consultar en format material, perquè són rars, dispersos o fràgils. S'hi incorporen sobretot documents singulars i excepcionals. Això n'ha de facilitar la conservació i la consultació.
El Consorci de Serveis Universitaris de Catalunya (CSUC) es carrega de la coordinació tècnica.

## Funcionament
Com en qualsevol motor de cerca, l'usuari hi pot fer una cerca senzilla o una cerca avançada.
Les institucions que conserven els documents, en fan la digitalització i els cataloguen segons «Estàndards de digitalització: requeriments mínims» del Consorci de Biblioteques Universitàries de Catalunya. Abans de publicar-les-hi alliberar-les a l'accés obert, se'n verifiquen el drets de propietat intel·lectual. Es fa servir el programa CONTENTdm de l'Online Computer Library Center (OCLC) que permet descriure les imatges amb estàndards internacionals (Dublin Core, ESE, METS, PREMIS) i que en garanteix l'interoperabilitat amb altres repositoris internacionals, com per exemple Europeana, fent servir l'Open Archives Initiative Protocol for Metadata Harvesting (OAI-PMH).

## Unes col·leccions destacades
- Arxiu de Revistes Catalanes Antigues (ARCA).
- Les primeres imatges del goril·la albí, Floquet de neu quan juga al seu espai natural al Centre Ikunde (Guinea Equatorial).
- El món agrari a les terres de parla catalana, un banc de quatre mil imatges de 180 fons.[10]
- El Diari Català.
- La Revista de Catalunya.
- La revista manuscrita Il Tiberio.
- El Calaix de sastre: 69 nou volums manuscrits sobre el dia a dia a Barcelona per Rafel Amat i de Cortada.[11]
- El fons fotogràfic del Centre Excursionista de Catalunya amb prop de 350.000 imatges des de l'últim terç del segle xix fins a l'actualitat.[12]
- El fons personal d'Àngel Guimerà i Jorge.[13]